# Tabatskuri
Tabatskuri (en georgiano: ტაბაწყური; en armenio: Տաբածղուր, romanizado: Tabatsghuri) es un pueblo del centro de Georgia, situado en el noreste de la región de Mesjetia-Yavajetia y parte del municipio de Boryomi.   

## Geografía
Tabatskuri se sitúa a orillas del lago de Tabatskuri en la meseta de Yavajetia, a 60 km de Boryomi.  

## Historia
La mayoría de habitates proceden de los pueblos de Baraleti y Korji, también en el municipio de Boryomi.

## Demografía
La evolución demográfica de Tabatskuri entre 2002 y 2014 fue la siguiente:
| 723                                             | 560 |
| (Fuente: Population of Georgia in Soviet times) |     |

Según el censo de 2014, los armenios constituían el 98,9% de la población local; los georgianos, el 0,7%.

## Economía
Los habitantes se dedicaban a la cría de ganado y al cultivo de forrajes. Durante la época soviética, también había una piscifactoría en la orilla del lago de Tabatskuri. 

## Infraestructura

### Arquitectura, monumentos y lugares de interés
En el pueblo se conserva las ruinas de la iglesia Roja de Tabatzkuri, construida en la Edad Media.

### Educación
El pueblo cuenta con una escuela secundaria y una biblioteca